# Kon Artis
Kon Artis (nacido como Denaun Porter, 7 de diciembre de 1978) es un rapero estadounidense del grupo de rap D-12. También forma parte del dúo Da Brigade, junto con su compañero Kuniva, también de D12. Además de la escritura y de la realización de sus propias líricas, Kon Artis es un exitoso productor, y es conocido como Mr. Porter en los créditos de producción, es el fundador de Runyon Ave. Records.

## Curiosidades
Kon Artis hizo un cameo en la película The Longest Yard junto a sus compañeros de D12, todos excepto Eminem.

## Producciones notables
- 50 Cent - "P.I.M.P."
- Black Rob - "She's A Pro"
- Burt Bacharach - "Please Explain"
- Busta Rhymes - "Riot"
- D12 - "Rap Game", "U R the One", "Good Die Young", "Shit Can Happen", "That's How"
- Eminem - "When the Music Stops" y coprodujo su álbum Infinite
- G-Unit - "Stunt 101"
- Lil Kim - "Slippin"
- Method Man - "We Some Dogs", "Crooked Letter I"
- Rakim - "R.A.K.I.M."
- Snoop Dogg - "Promise I"
- Obie Trice - "Spread Yo Shit"
- Trick-Trick - "Big Mistake", "Let's Roll"
- Xzibit - "Spit Shine", "Multiply"
- Young Buck - "Look at Me Now"